# Югославия на «Евровидении-1963»
Югославия приняла участие в конкурсе «Евровидении 1963», проходившем в Лондоне, Великобритания. Страну представил Вице Вуков с песней «Brodovi» на хорватском языке, выступавший под номером 9. В этом году страна получила 3 балла, заняв 11 место. Комментаторами конкурса от Югославии в этом году стали Любомир Вукадинович (Televizija Beograd); Гордана Бонетти (Televizija Zagreb); Саша Новак (Televizija Ljubljana), а глашатаем — Милойе Орлович.
Вице Вуков выступал в сопровождении оркестра под руководством Миленко Прохаска.

## Национальный отбор
| Номер | Передатчик                           | Артист             | Песня                     | Баллы | Место |
| ----- | ------------------------------------ | ------------------ | ------------------------- | ----- | ----- |
| 1     | СР Хорватия, RTV Загреб              | Вице Вуков         | «Brodovi»                 | 19    | 1-е   |
| 2     | СР Словения, RTV Любляна             | Majda Sepe         | «Najlepši časi»           | 18    | 2-е   |
| 3     | СР Сербия, RTV Белград               | Лилиана Петрович   | «Tabakera»                | 13    | 3-е   |
| 4     | САК Косово, радио Приштина           | Anica Zubović      | «Trinaest dana do...»     | 11    | 4-е   |
| 5     | СР Босния и Герцеговина, RTV Сараево | Сабахудин Курт     | «Sretno ljeto»            | 7     | 5-е   |
| 6     | САК Воеводина, радио Нови-Сад        | Лола Новакович     | «Kada dođe zima»          | 6     | 6-е   |
| 7     | СР Черногория, радио Подгорица       | Джордже Марьянович | «Velika ljubav»           | 4     | 7-е   |
| 8     | СР Македония, радио Скопье           | Duo Hani           | «Ne verujem majčice više» | 2     | 8-е   |

Национальный отбор прошёл 1 февраля 1963 года в телестудии в Сараево. Каждая из шести республик и две автономные области выбрали по одному представителю от округа, при этом у каждого артиста был свой вещатель. Жюри состояло из восьми человек, от каждого округа по одному члену. Вице Вуков участвовал в отборе прошлого года. Также в отборе приняли участие представители Югославии на конкурсе прошлых лет: Лилиана Петрович («Евровидение-1961») и Лола Новакович («Евровидение-1962»).

## Страны, отдавшие баллы Югославии
Каждая страна присуждала от 1 до 5 баллов пяти наиболее понравившимся песням.
| Отдали Югославии… | Отдали Югославии… |
| 2 балла           | 1 балл            |
| ----------------- | ----------------- |
| Испания           | Франция           |

## Страны, получившие баллы от Югославии
| 5 баллов | Франция        |
| 4 балла  | Италия         |
| 3 балла  | Великобритания |
| 2 балла  | Испания        |
| 1 балл   | Монако         |